# Four One & Only's
Four One & Only's was een Nederlandse poppy indie- cq. post-punkband, actief tussen 1984 en 1996 en afkomstig uit Breda. De stijl van de groep is moeilijk te categoriseren en is beïnvloed door onder andere punk, Britse post-punkbands (als The Fall, TV Personalities, Half Man Half Biscuit en Camper Van Beethoven), sixtiespsychedelica en beatmuziek, de new wave van Jonathan Richman en folk.
In 1987 krijgt de groep nationale aandacht als de debuutsingle Completely Nude between Forgetmenots op de radio gedraaid wordt door John Peel en de video ervan regelmatig wordt vertoond in het VPRO-programma Jonge Helden. Een doorbraak naar het grote publiek blijft uit maar door intensief toeren en het uitbrengen van nieuw werk weet de band een cultstatus op te bouwen. 

## Bezetting
Gedurende haar bestaan heeft de band vele bezettingswisselingen ondergaan. Hieronder volgt een lijst van de belangrijkste muzikanten die in de band hebben gespeeld:
- Marcel Ficheroux: zang
- Marthy Coumans: zang, gitaar
- Rob Musters: gitaar, mandoline, zang
- Bart Cornelis: basgitaar, zang
- Felix Cantineau: drums
- Peter den Boer: basgitaar
- Richie Martina: drums
- Hans van den Bergh: basgitaar
- Stephan Claassen: accordeon, sitar
- Andy Martina, basgitaar
- Emiel Jonkers, zang

## Discografie
- The End Is Searching, lp, 1987, label: Noet Lachten. Producer: Antoine Kroes.
- We Love You, lp, 1988, label: Megadisc. Producer:  Joe Foster.
- Fairy-tale, lp, 1991, label: Noet Lachten. Producer:  Joe Foster.
- Sticker, cd, 1993, label: Farce. Producer: Joe Foster.
- Holy, cd, 1996, label: Farce. Producer: Joe Foster.